# Stefan Küng
Stefan Küng (Wil, 16 de novembro de 1993) é um desportista suíço que compete no ciclismo nas modalidades de pista, especialista nas provas de perseguição  e madison, e estrada, pertencendo à equipa Groupama-FDJ desde o ano 2019.
Ganhou quatro medalhas no Campeonato Mundial de Ciclismo em Pista entre os anos 2013 e 2015, e duas medalhas no 2015.
Em estrada obteve sete medalhas no Campeonato Mundial de Ciclismo em Estrada, entre os anos 2014 e 2020, e duas medalhas de ouro no Campeonato Europeu de Ciclismo em Estrada, nos anos 2020 e 2021.
Participou nos Jogos Olímpicos de Verão de 2020, ocupando o quarto lugar na prova de contrarrelógio.

## Medalheiro internacional
| Campeonato Mundial | Campeonato Mundial      | Campeonato Mundial | Campeonato Mundial      |
| Ano                | Lugar                   | Medalha            | Competição              |
| ------------------ | ----------------------- | ------------------ | ----------------------- |
| 2013               | Minsk ( Bielorrússia)   | Medalha de bronze  | Perseguição individual  |
| 2014               | Cali ( Colômbia)        | Medalha de prata   | Perseguição individual  |
| 2014               | Cali ( Colômbia)        | Medalha de bronze  | Madison                 |
| 2015               | Saint-Quentin ( França) | Medalha de ouro    | Perseguição individual  |
| Campeonato Europeu |                         |                    |                         |
| Ano                | Lugar                   | Medalha            | Competição              |
| 2015               | Grenchen ( Suíça )      | Medalha de ouro    | Perseguição individual  |
| 2015               | Grenchen ( Suíça )      | Medalha de prata   | Perseguição por equipas |

| Campeonato Mundial | Campeonato Mundial         | Campeonato Mundial | Campeonato Mundial         |
| Ano                | Lugar                      | Medalha            | Competição                 |
| ------------------ | -------------------------- | ------------------ | -------------------------- |
| 2014               | Ponferrada ( Espanha)      | Medalha de bronze  | Contrarrelógio sub-23      |
| 2015               | Richmond ( Estados Unidos) | Medalha de ouro    | Contrarrelógio por equipas |
| 2016               | Doha ( Catar)              | Medalha de prata   | Contrarrelógio por equipas |
| 2017               | Bergen ( Noruega)          | Medalha de prata   | Contrarrelógio por equipas |
| 2018               | Innsbruck ( Áustria)       | Medalha de bronze  | Contrarrelógio por equipas |
| 2019               | Yorkshire ( Reino Unido)   | Medalha de bronze  | Rota                       |
| 2020               | Imola ( Itália)            | Medalha de bronze  | Contrarrelógio             |
| Campeonato Europeu |                            |                    |                            |
| Ano                | Lugar                      | Medalha            | Competição                 |
| 2020               | Plouay ( França)           | Medalha de ouro    | Contrarrelógio             |
| 2021               | Trento ( Itália)           | Medalha de ouro    | Contrarrelógio             |

## Palmarés

### Pista
- 2013
  - 3.º no Campeonato Mundial Perseguição Individual 
  - Campeonato da Suíça em Perseguição Individual

- 2014
  - 2.º no Campeonato Mundial Perseguição Individual 
  - 3.º no Campeonato Mundial Madison

- 2015
  - Campeonato Mundial Perseguição Individual  
  - Campeonato Europeu em Perseguição Individual  
  - 2.º no Campeonato Europeu em Perseguição por equipas 
  - Campeonato da Suíça em Pontuação  
  - Campeonato da Suíça em Perseguição Individual

### Estrada
| - 2013 - Giro do Belvedere - 2014 - Volta à Normandia, mais 1 etapa - Flecha das Ardenas - 2.º no Campeonato da Suíça Contrarrelógio - Campeonato Europeu Contrarrelógio sub-23 - Campeonato Europeu em Estrada sub-23 - 3.º no Campeonato Mundial Contrarrelógio sub-23 - 2015 - Volta Limburg Classic - 1 etapa do Volta à Romandia - 2017 - 1 etapa do Volta à Romandia - Campeonato da Suíça Contrarrelógio - 2.º no Campeonato da Suíça em Estrada - 1 etapa do BinckBank Tour - 2018 - 1 etapa da Volta à Suíça - Campeonato da Suíça Contrarrelógio - 1 etapa do BinckBank Tour | - 2019 - 1 etapa da Volta ao Algarve - 1 etapa do Volta à Romandia - Campeonato da Suíça Contrarrelógio - Tour de Doubs - 1 etapa do Tour da Eslováquia - 3.º no Campeonato Mundial em Estrada - 2020 - Campeonato da Suíça Contrarrelógio - Campeonato Europeu Contrarrelógio - 3.º no Campeonato Mundial Contrarrelógio - Campeonato da Suíça em Estrada - 2021 - Volta à Comunidade Valenciana, mais 1 etapa - 1 etapa da Volta à Suíça - Campeonato da Suíça Contrarrelógio - Campeonato Europeu Contrarrelógio - Chrono des Nations |

## Resultados

### Grandes Voltas
| Corrida | Corrida         | 2015 | 2016 | 2017 | 2018 | 2019 | 2020 | 2021 |
| ------- | --------------- | ---- | ---- | ---- | ---- | ---- | ---- | ---- |
|         | Giro d'Italia   | Ab.  | 60.º | —    | —    | —    | —    | —    |
|         | Tour de France  | —    | —    | 79.º | 53.º | 96.º | Ab.  | 49.º |
|         | Volta a Espanha | —    | —    | —    | —    | —    | —    | —    |

### Campeonatos e J. O.
| Corrida                | Corrida                | 2014            | 2015            | 2016 | 2017            | 2018            | 2019            | 2020            | 2021 |
| ---------------------- | ---------------------- | --------------- | --------------- | ---- | --------------- | --------------- | --------------- | --------------- | ---- |
| J. O. (Estrada)        | J. O. (Estrada)        | Não se disputou | Não se disputou | —    | Não se disputou | Não se disputou | Não se disputou | Não se disputou | 40.º |
| J. O. (CRI)            | J. O. (CRI)            | Não se disputou | Não se disputou | —    | Não se disputou | Não se disputou | Não se disputou | Não se disputou | 4.º  |
| Mundial em Estrada     | Mundial em Estrada     | —               | —               | 38.º | 44.º            | —               | 3.º             | —               | 41.º |
| Mundial Contrarrelógio | Mundial Contrarrelógio | —               | 19.º            | 17.º | 25.º            | 12.º            | 10.º            | 3.º             | 5.º  |
| Europeu Contrarrelógio | Europeu Contrarrelógio | X               | X               | 16.º | —               | 7.º             | 4.º             | 1.º             | 1.º  |
| Suíça em Estrada       | Suíça em Estrada       | 7.º             | —               | —    | 2.ª             | 13.º            | 8.º             | 1.º             | —    |
| Suíça Contrarrelógio   | Suíça Contrarrelógio   | 2.º             | —               | Ab.  | 1.º             | 1.º             | 1.º             | 1.º             | 1.º  |

—: não participa

Ab.: abandono

## Equipas
- BMC Racing Team (2015-2018)
- Groupama-FDJ (2019-)